# Hughes Aircraft Company
Hughes Aircraft Company – amerykańskie przedsiębiorstwo produkujące samoloty, śmigłowce, pociski rakietowe, systemy radarowe oraz statki kosmiczne, działające w latach 1932–1985.

## Historia
Przedsiębiorstwo założone zostało w 1932 roku przez Howarda Hughesa, początkowo jako oddział spółki Hughes Tool Company, produkującej narzędzia. Pierwszą konstrukcją zaprojektowaną w wytwórni Hughesa był samolot rajdowy H-1. Przedsiębiorstwo rozwinęło się podczas II wojny światowej, realizując kontrakty rządowe. Po zakończeniu wojny Hughes Aircraft Company liczyło ponad 80 tys. pracowników.
W 1953 roku spółka została zreorganizowana, stając się oddziałem nowo założonego instytutu medycznego Howard Hughes Medical Institute. Działalność instytutu (w tym podlegającej mu wytwórni lotniczej), ze względu na charytatywny charakter, nie podlegała opodatkowaniu, a przez biografistów Hughesa określana była mianem przekrętu. W 1985 roku, dziewięć lat po śmierci założyciela, pod naciskiem amerykańskiego urzędu podatkowego (Internal Revenue Service) instytut sprzedał Hughes Aircraft Company Boeingowi za kwotę 5 mld dolarów.
Po połączeniu z Delco Electronics, Hughes Aircraft Company kontynuowało działalność w ramach koncernu Boeing jako Hughes Electronics Corporation. W 1997 roku dział zbrojeniowy tejże spółki został odsprzedany Raytheonowi.
Dział produkcji śmigłowców Hughesa, od 1955 roku niezależny od Hughes Aircraft Company, po jego śmierci przyjął nazwę Hughes Helicopters, a w 1984 roku został przejęty przez przedsiębiorstwo McDonnell Douglas.

## Produkty

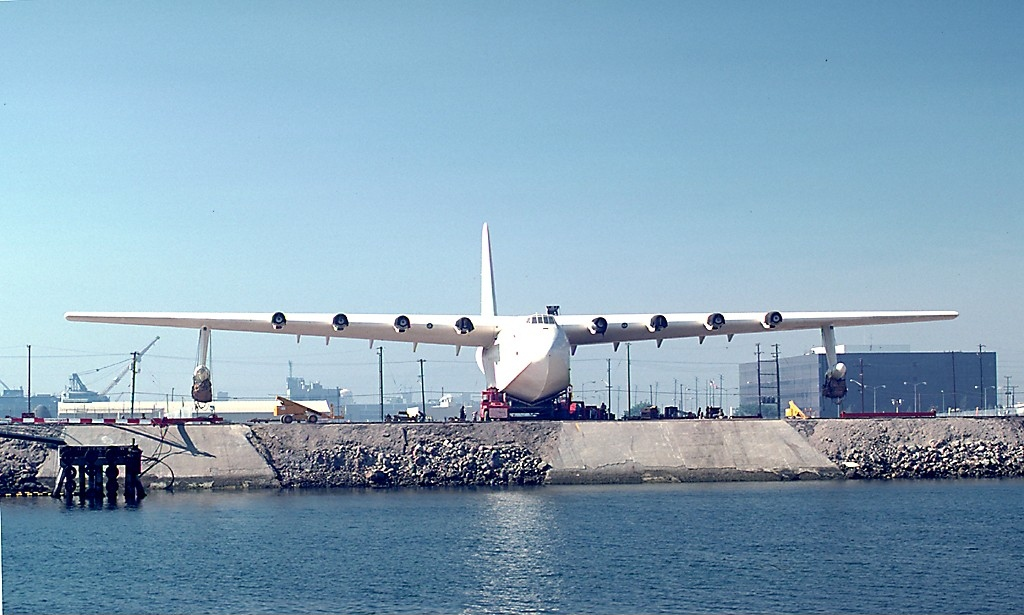
Hughes H-4 Hercules

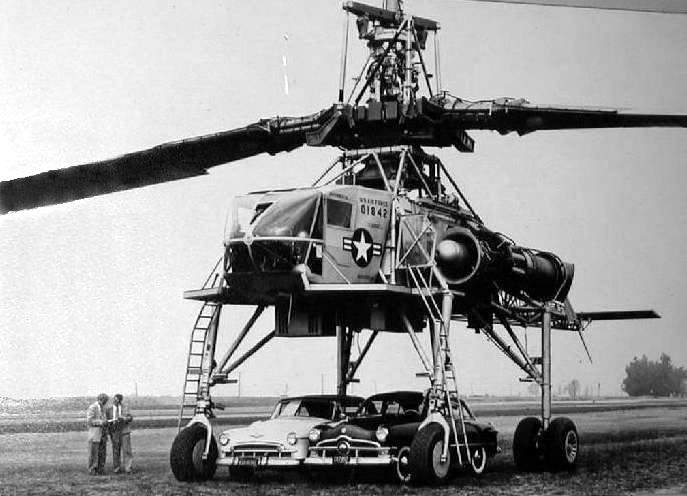
Hughes XH-17

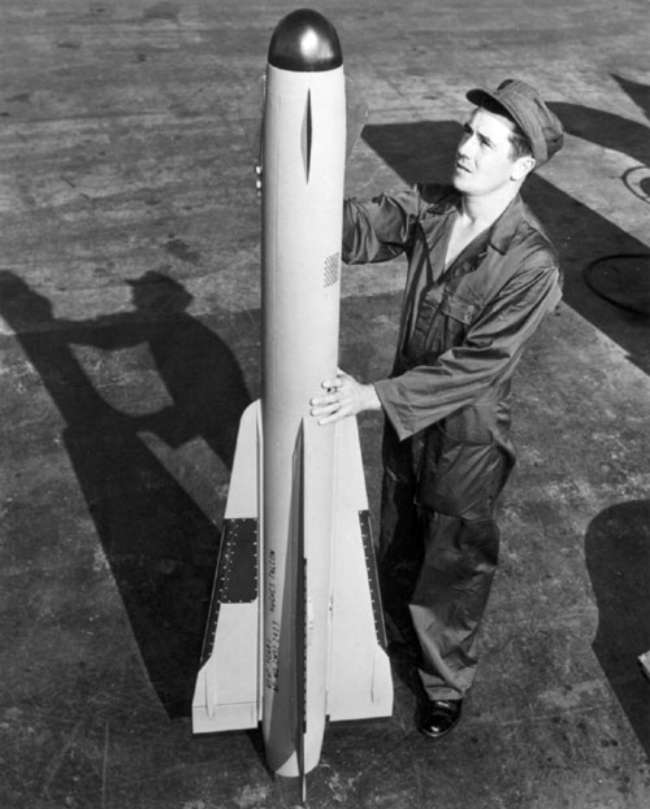
AIM-4 Falcon

### Samoloty
- H-1 Racer
- H-4 Hercules
- XF-11[2]

### Śmigłowce
- XH-17 Sky Crane[2]

### Pociski rakietowe
- AIM-4 Falcon
- AIM-54 Phoenix
- AIM-120 AMRAAM
- AGM-65 Maverick
- BGM-71 TOW

### Satelity telekomunikacyjne
- Syncom[2]
- ATS-1[2]
- Morelos
- Leasat[2]
- Galileo

### Sondy kosmiczne
- Pioneer Venus 1, 2[2]
- Surveyor 1, 2, 3, 4, 5, 6, 7[2]